# Капустин, Михаил Яковлевич
Михаил Яковлевич Капустин (1847/1848—1919) — русский учёный и общественный деятель, доктор медицины, профессор гигиены Варшавского и Казанского университетов, депутат II и III Государственной думы Российской империи. Сын старшей сестры Д. И. Менделеева, брат Ф. Я. Капустина.

## Биография
Родился 23 декабря 1847 (4 января 1848) года в Западной Сибири; по одним сведениям — в Томске, по другим — в Омске. Первоначальное образование получил в Томской гимназии, а высшее в Медико-хирургической академии в Петербурге. Выпущенный из академии со званием врача в декабре 1870 года, он работал участковым земским врачом в Кинешемском уезде Костромской губернии.
В 1874 году стал военным врачом и во время русско-турецкой войны 1877—1878 гг. состоял при одном из военно-временных госпиталей на Кавказе. И. П. Щеголихин, изучавший профессиональную деятельность Капустина по публикациям в газете «Врач», писал в своих дневниковых записях, что в 1870-х гг. Капустин работал ординатором в Казалинском военном госпитале, недалеко от г. Кызыл-Орда.
Вскоре по окончании войны оставил военную службу и посвятил себя санитарной деятельности, начав заниматься в гигиенической лаборатории профессора А. П. Доброславина. Уже в декабре 1879 года он получил степень доктора медицины.
В 1884 году он получил должность приват-доцента кафедры гигиены в Военно-медицинской академии, а в следующем году стал профессором гигиены в Варшавском университете. В 1887 году он занял кафедру гигиены в Казанском университете, и руководил ею на протяжении 20 лет.
В течение многих лет возглавлял Общество врачей при Казанском университете, состоял членом-корреспондентом Русского общества охранения народного здравия, принимал активное участие в работе Пироговского общества.
Скончался в Петрограде 17 декабря 1919 года. Похоронен на кладбище Александро-Невской лавры.

## Политические взгляды
М. Я. Капустин придерживался умеренно-либеральных взглядов и был сторонником эволюционного развития России. Будучи избранным от Казанской губернии в 1907 году во II, а затем и в III Государственную думу, он возглавил парламентскую фракцию октябристов. На заседаниях Думы высказывался против разжигания классовых противоречий, за сохранение религиозно-нравственных основ русской жизни, за что В. И. Ленин именовал М. Я. Капустина заядлым контрреволюционером.

## Изобретения
Камера-бочка Капустина. Одно из простейших устройств физического способа дезинфекции, с использованием горячего влажного воздуха. Было практично именно для использования земскими врачами, у которых в распоряжении находились исключительно подручные средства.
Широко применялась на фронтах Великой Отечественной войны, как очень простая по устройству и незаменимая в боевых походных условиях.

## Цитаты
«Западная Европа выработала медицинскую помощь в болезнях преимущественно в виде личного дела больного и служащего ему врача на правах ремесла или торговли. Русская земская медицина явилась чисто общественным делом. Помощь врача в земстве не есть личная услуга за счёт больного, не есть также и акт благотворения. Она есть общественная служба» — из научной работы Капустина «Очерки земской медицины».